# Sielsowiet Hrycewicze
Sielsowiet Hrycewicze (biał. Грыцэвіцкі сельсавет, ros. Грицевичский сельсовет) – sielsowiet na Białorusi, w obwodzie mińskim, w rejonie kleckim, z siedzibą w Hrycewiczach.
W 781 gospodarstwach domowych mieszka 1551 ludzi.

## Historia
Sielsowiet Hrycewicze utworzono w grudniu 1940 na okupowanym przez Sowietów terytorium wschodniej Polski. W latach 1948–1952 na terenie sielsowietu istniało 8 kołchozów, które w marcu 1952 zostały połączone w jeden kołchoz Droga do komunizmu z centrum w Hrycewiczach. Od 2003 działa on jako spółka Hrycewicze i specjalizuje się w produkcji mięsa i nabiału.

## Miejscowości
- agromiasteczka:
  - Aresznica (hist. Nawozy)
  - Hrycewicze
- wsie:
  - Ciasnówka
  - Czasza
  - Drabowszczyzna
  - Mierwiny
  - Swietłaja (hist. Sobaczki)
  - Woronino
  - Zajelnia